# Sweet and Wild
Sweet and Wild es el noveno álbum de estudio de la cantante estadounidense de country, Jewel. Fue lanzado el 8 de junio de 2010, bajo Valory Music Group como su segundo álbum con dicha discográfica. La canción "Stay Here Forever" fue lanzado como sencillo para la banda sonora de la película Valentine's Day y también como sencillo principal del álbum. El segundo sencillo del álbum fue "Satisfied", lanzado el 17 de mayo de 2010, y debutó en el puesto #59 en el U.S. Billboard Hot Country Songs en la semana del 19 de junio de ese mismo año. El álbum debutó en el puesto #9 en el Billboard 200, y vendió 32,000 copias.

## Lista de canciones
La lista de canciones oficial fue anunciada en Amazon.com..
1. "No Good in Goodbye" (Jewel) - 3:24
2. "I Love You Forever" (Jewel, Rick Nowels) - 4:25
3. "Fading" (Jewel) - 3:35
4. "What You Are" (Dave Berg, Jewel) - 3:40
5. "Bad as It Gets" (Mike Mobley, Rachel Proctor) - 3:54
6. "Summer Home in Your Arms" (Jewel) - 2:55
7. "Stay Here Forever" (Jewel, Dallas Davidson, Bobby Pinson) - 3:00
8. "No More Heartaches" (Jewel) - 2:49
9. "One True Thing" (Brett James, Jewel) - 4:14
10. "Ten" (Berg, Jewel) - 3:25
11. "Satisfied" (Jewel, Liz Rose) - 4:09
12. "Angel Needs a Ride" (iTunes)
  - bonus track

### Edición de lujo
La edición de lujo del álbum es un pack de 2 discos que incluye la versión estándar del álbum, y un álbum con las versiones acústicas originales en vivo de las canciones..
Disco 1
1. "No Good in Goodbye"
2. "I Love You Forever"
3. "Fading"
4. "What You Are"
5. "Bad as It Gets"
6. "Summer Home in Your Arms"
7. "Stay Here Forever"
8. "No More Heartaches"
9. "One True Thing"
10. "Ten"
11. "Satisfied"

Disco 2
1. "No Good in Goodbye (Acoustic)"
2. "I Love You Forever (Acoustic)"
3. "Fading (Acoustic)"
4. "What You Are (Acoustic)"
5. "Bad as It Gets (Acoustic)"
6. "Summer Home in Your Arms (Acoustic)"
7. "Stay Here Forever (Acoustic)"
8. "No More Heartaches (Acoustic)"
9. "One True Thing (Acoustic)"
10. "Ten (Acoustic)"
11. "Satisfied (Acoustic)"
12. "Angel Needs a Ride" (Pre-Orden en iTunes)[5]

## Charts
| Chart (2010)                      | Posición peak |
| --------------------------------- | ------------- |
| Canadian Albums Chart             | 52            |
| UK Country Albums Chart           | 3             |
| UK Independent Albums Chart       | 39            |
| U.S. Billboard 200                | 11            |
| U.S. Billboard Top Country Albums | 3             |

### Listas de fin de año
| Chart (2010)                    | Fin de 2010 |
| ------------------------------- | ----------- |
| US Billboard Top Country Albums | 51          |